# U-874
| U-874                      | U-874                                                                         | U-874                                                                         |
| -------------------------- | ----------------------------------------------------------------------------- | ----------------------------------------------------------------------------- |
|                            |                                                                               |                                                                               |
|                            |                                                                               |                                                                               |
|                            |                                                                               |                                                                               |
| Під прапором               | Третій рейх                                                                   | Третій рейх                                                                   |
| Спуск на воду              | 21 грудня 1943 року                                                           | 21 грудня 1943 року                                                           |
| Виведений зі складу флоту  | 9 травня 1945 року                                                            | 9 травня 1945 року                                                            |
| Сучасний статус            | затоплений                                                                    | затоплений                                                                    |
| Проєкт                     |                                                                               |                                                                               |
| Тип ПЧ                     | Торпедний ДПЧ                                                                 | Торпедний ДПЧ                                                                 |
| Основні характеристики     |                                                                               |                                                                               |
| Швидкість (надводна)       | 19,2 вузлів                                                                   | 19,2 вузлів                                                                   |
| Швидкість (підводна)       | 6,9 вузлів                                                                    | 6,9 вузлів                                                                    |
| Гранична глибина занурення | 230 м                                                                         | 230 м                                                                         |
| Екіпаж                     | 57 осіб                                                                       | 57 осіб                                                                       |
| Розміри                    |                                                                               |                                                                               |
| Довжина найбільша (по КВЛ) | 87,6 м                                                                        | 87,6 м                                                                        |
| Ширина корпусу найб.       | 7,5 м                                                                         | 7,5 м                                                                         |
| Висота                     | 10,2 м                                                                        | 10,2 м                                                                        |
| Середня осадка (по КВЛ)    | 5,4 м                                                                         | 5,4 м                                                                         |
| Водотоннажність надводна   | 1616 т                                                                        | 1616 т                                                                        |
| Озброєння                  |                                                                               |                                                                               |
| Артилерія                  | одна палубна гармата калібру 105-мм, одна 37-мм та одна 20-мм зенітна гармата | одна палубна гармата калібру 105-мм, одна 37-мм та одна 20-мм зенітна гармата |
| Торпедно- мінне озброєння  | 4 носових і 2 кормових ТА. 24 торпеди                                         | 4 носових і 2 кормових ТА. 24 торпеди                                         |

U-874 — німецький підводний човен типу IXD2 часів Другої світової війни.
Замовлення на будівництво човна було віддане 25 серпня 1941 року. Човен був закладений на верфі суднобудівної компанії «AG Weser» у Бремені 17 березня 1943 року під заводським номером 1082, спущений на воду 21 грудня 1943 року, 8 квітня 1944 року увійшов до складу 4-ї флотилії. Також за час служби входив до складу 33-ї флотилії. Єдиним командиром човна був оберлейтенант-цур-зее Теодор Петерсен.
Човен не виконав жодного бойового походу.
Капітулював 9 травня 1945 року у Гортені, Норвегія. 29 травня 1945 року переведено до Лізагаллі. Потоплено 31 грудня 1945 року північніше Ірландії (55°47′ пн. ш. 09°27′ зх. д. / 55.783° пн. ш. 9.450° зх. д.) в рамках проведення операції «Дедлайт».